# Kameroense presidentsverkiezingen (1970)
| Stemverhoudingen in % |
| --------------------- |
|                       |

De Kameroense parlementsverkiezingen van 1970 werden gehouden op 28 maart en gewonnen door de enige kandidaat, zittend president Ahmadou Ahidjo. De opkomst was 99,4%. Zijn programmapunten waren de versobering van het overheidsapparaat, meer sociale zekerheid en openbare investeringen en beter onderwijs.
| Kandidaat                       | Kandidaat                       | Partij                          | Stemmen   | %     |
| ------------------------------- | ------------------------------- | ------------------------------- | --------- | ----- |
|                                 | Ahmadou Ahidjo                  | Union nationale camerounaise    | 3.478.942 | 100   |
| Totaal                          | Totaal                          | Totaal                          | 3.478.942 | 100   |
| Geldig uitgebrachte stemmen     | Geldig uitgebrachte stemmen     | Geldig uitgebrachte stemmen     | 3.478.942 | 99,99 |
| Ongeldige stemmen/ blanco       | Ongeldige stemmen/ blanco       | Ongeldige stemmen/ blanco       | 244       | 0,01  |
| Totaal aantal stemmen           | Totaal aantal stemmen           | Totaal aantal stemmen           | 3.479.186 | 100   |
| Geregistreerde kiezers/ opkomst | Geregistreerde kiezers/ opkomst | Geregistreerde kiezers/ opkomst | 3.501.177 | 99,4  |
| Bron: AED                       |                                 |                                 |           |       |

Presidentsverkiezingen: 1965 · 1970 · 1975 · 1980 · 1984 · 1988 · 1992 · 1997 · 2004 · 2011 · 2018 · 2025

Parlementsverkiezingen: 1964 · 1973 · 1978 · 1983 · 1988 · 1992 · 1997 · 2002 · 2007 · 2013 · 2020

Referenda: 1972